# Termin
Termin – element słownictwa charakterystyczny dla określonej dziedziny wiedzy lub działalności ludzkiej, używany w odniesieniu do obiektów i pojęć właściwych dla tego obszaru w sposób – w założeniu – ścisły, precyzyjny i jednoznaczny. Zbiór terminów właściwych dla pewnego obszaru działalności tworzy jego terminologię.
Znaczna część terminów powstaje w procesie terminologizacji, czyli jednostki języka niefachowego są przenoszone na grunt terminologii i przyjmują bardziej wyspecjalizowane znaczenia. Z kolei często używane terminy przybierają charakter słów obiegowych, ich znaczenie terminologiczne schodzi na dalszy plan, a w innych sferach komunikacyjnych tracą charakter terminów – następuje zjawisko determinologizacji .
Terminom przypisuje się takie cechy jak: stabilność (zapewniająca sprawność komunikacji), systemowość (zgodność z systemem nazewnictwa), dokładność (zdefiniowane znaczenie) i jednoznaczność (przynajmniej w obrębie danej dziedziny wiedzy). Terminy mogą być przystosowane do pełnienia roli podstawy nazewniczej przy tworzeniu nowych terminów. Składniki terminologii można odróżnić od profesjonalizmów i elementów slangu właściwych dla komunikacji fachowej, ale granica między tymi pojęciami nie jest ostra .

## Zasady tworzenia terminologii
W nauce i technice przy formułowaniu terminów należy przestrzegać zasad terminologicznych. Zasady terminologiczne powinny być stwierdzeniami na tyle ogólnymi, żeby mogły się odnosić do każdego przypadku objętego zakresem postępowania, przy czym każde z tych stwierdzeń powinno stanowić sformułowanie jednego z wielu możliwych wymagań. Każda z zasad terminologicznych powinna się odnosić tylko do jednego wymagania, dlatego musi ona mieć brzmienie kategoryczne tak, jak gdyby inne zasady nie istniały. Nie zawsze jest możliwe spełnienie wszystkich zasad jednocześnie, gdyż pewne zasady mogą być sprzeczne z innymi. W takich przypadkach należy pewnym zasadom dać pierwszeństwo przed innymi.
Zasady terminologiczne przydatne w tworzeniu terminów technicznych sformułował Marian Mazur i zawarł m.in. w wydanej w 1961 roku książce Terminologia techniczna. Obejmują one czternaście następujących zasad :
- powszechności – przy tworzeniu terminologii nie należy zmieniać tych nazw, które się już rozpowszechniły,
- rodzimości – nazwy techniczne powinny być oparte na źródłosłowach rodzimych,
- międzynarodowości – nazwy techniczne powinny być zgodne co do źródłosłowów z nazwami mającymi rozpowszechnienie międzynarodowe,
- jednorodności – nazwa powinna być utworzona albo w całości ze źródłosłowów rodzimych, albo w całości ze źródłosłowów obcych,
- logiczności – terminy techniczne powinny nasuwać swoim brzmieniem możliwie najwięcej istotnych skojarzeń z odnoszącymi się do tych nazw definicjami,
- systematyczności – nazwom kilku pojęć równorzędnych powinna odpowiadać nazwa pojęcia bezpośrednio nadrzędnego,
- zwięzłości – nazwa techniczna powinna zawierać tylko po jednej informacji na każdą okoliczność,
- jednoznaczności – nazwa powinna oznaczać tylko jedno pojęcie,
- jednomianowości – tylko jedna nazwa powinna oznaczać dane pojęcie,
- reproduktywności – nazwa powinna być oparta na źródłosłowie umożliwiającym tworzenie nazw pochodnych,
- jednolitości – nazwa powinna zawierać źródłosłów wspólny grupie nazw pojęć pokrewnych,
- operatywności – nazwa techniczna powinna być krótka i łatwa do wymawiania oraz nie nastręczać trudności w zestawieniu z innymi wyrazami,
- poprawności – nazwa techniczna powinna być zgodna z wymaganiami poprawności językowej,
- emocjonalności – nazwy techniczne nie powinny wzbudzać sprzeciwów uczuciowych, czyli inaczej mówiąc, nazwy powinny się podobać.